# مستصفرة الحدائق
مستصفرة الحدائق (الاسم العلمي: Xanthomonas hortorum) هي نوع من البكتيريا يتبع جنس المستصفرة من الفصيلة المستصفرية.